# Розенгрен, Матс
Пер Матс Альбин Розенгрен (швед. Per Mats Albin Rosengren, род. 24 октября 1962, Гётеборг) — шведский философ

, переводчик с французского, специалист в области теории и истории риторики.

## Творческая биография
В 1998 году Розенгрен защитил в Гётеборгском университете докторскую диссертацию «Psychagōgia: искусство направления душ : о конфликте между риторикой и философией у Платона и Хаима Перельмана». В 2005 году стал доцентом кафедры истории идей в том же университете. В 2009 году — профессором риторики в Высшей школе Сёдертёрн в Стокгольме. С 2014 года Матс Розенгрен заведует кафедрой риторики и сравнительного литературоведения Уппсальского университета.
В своих исследованиях Розенгрен переосмысливает традиционное соотношение философии и риторики. Он создает концепциию доксологии как неклассической неориторической теории познания, показывает её потенциал в деле интерпретации искусства и общественных отношений. Некоторые его тексты переведены и изданы на русском, английском и французском языках.
Розенгрен перевел на шведский язык произведения таких мыслителей как Хаим Перельман, Цветан Тодоров, Симона де Бовуар, Мишель Фуко, Жан-Поль Сартр, Пьер Бурдьё и Жак Деррида.
Является членом редколлегии журнала Glänta и главой Шведского общества Эрнста Кассирера.

## Основные сочинения
- Cave Art, Perception and Knowledge, Palgrave MacMillan, London, 2012[2].
- Doxologie — essai sur la connassiance, Hermann, Paris, 2011.
- De symboliska formernas praktiker — Ernst Cassirers samtida tänkande, Art Monitor Essä, Göteborg, 2010[3].
- För en dödlig, som ni vet, är största faran säkerhet. Doxologiska essäer, Retorikförlaget Rhetor förlag, Åstorp 2006[2].
- Doxologi — en essä om kunskap, Rhetor förlag, Åstorp 2002. 2:a upplaga, 2008[4].
- Psychagogia — konsten att leda själar. Om konflikten mellan retorik och filosofi hos Platon och Chaïm Perelman, Brutus Östlings Bokförlag Symposion, Stockholm/Stehag 1998.

## Издания на русском языке
- К вопросу о doxa: эпистемология «новой риторики» / пер. с англ. Д. Н. Воробьева // Вопросы философии. — 2012. — № 6. — С. 63-72
- Тезис Протагора: доксологическая перспектива / пер. со швед. Д. Н. Воробьева и К. Анкерйерте // Вопросы философии. — 2014. — № 5. — С. 171—178
- Бенгтсон Э., Розенгрен М. Философско-антропологический подход в риторике. Случай Кассирера / пер. с англ. Д. Н. Воробьева, И. Ю. Шакина // Философия и культура. — 2019. — Вып. 1. — С. 27—41. — ISSN 2454-0757. — doi:10.7256/2454-0757.2019.1.28512.
- Розенгрен, Матс. О творчестве, пещерном искусстве и восприятии: доксологический подход / пер. с англ. Д. Н. Воробьева // Вопросы философии. — 2019. — Вып. 8. — С. 80–93. — ISSN 0042-8744. — doi:10.31857/S004287440006036-4.

## Интервью
- Розенгрен М., Нюдаль М., Воробьев Д. Н. Человек как мера. Беседа с Матсом Розенгреном о контексте возникновения доксологии // Философская мысль. — 2018. — № 10. — С.32—42. DOI: 10.25136/2409-8728.2018.10.27554.